# Phan Văn Khải
Phan Văn Khải (Født 25. december 1933, død 17. marts 2018) var premierminister i Vietnam fra 1997 til 2006. Phan Văn Khải blev født i Củ Chi District, Saigon. Han sluttede sig til revolutionen i 1947 og flyttede til Hanoi i 1954.
Phan Văn Khải blev valgt som premierminister 24. september 1997 og blev genvalgt i august 2002. I 2005 var han den første premierminister i Vietnam som besøgte USA og mødtes med den amerikanske præsident George W. Bush. Den 24. juni 2006 meddelte han sin opsigelse som premierminister sammen med præsident Trần Đức Lương.